# Sapitwa
Sapitwa is een berg in Mulanje, Malawi.
De Sapitwa is onderdeel van Mulanjemassief, en geldt als het hoogste punt van Malawi.
Er wordt bauxiet gevonden op de berg.